# Мишел Фајфер
Мишел Мари Фајфер (енгл. Michelle Marie Pfeiffer, IPA: ) је америчка глумица рођена 29. априла 1958, у Санта Ани (Калифорнија, САД). Каријеру је почела раних осамдесетих, да би већу пажњу привукла улогом у филму Лице са ожиљком из 1983 године. Позната је по филмовима Доба невиности, Једног лепог дана и Опасни умови. Улога мадам де Турвел у драми Опасне везе донела јој је награду БАФТА за најбољу споредну глумицу и прву номинацију за Оскара. За улоге у филмовима Фантастична браћа Бејкер и Поље љубави номинована је за Оскара за најбољу главну глумицу. Добитница је Сребрног медведа и звезде на Холивудској стази славних. Глумила је у 100 филмских остварења од 1980. године и позната је по разноликим улогама у филмовима од улога жене мафијаша и удовице мафијаша  у филмовима Лице са ожиљком и Удата за мафију, па све до „глупих” плавуша, сиромашне кафе куварице и конобарице Френки у филму Френки и Џони , адвоката у Зовем се Сем, архитекте у Једног лепог дана, професора у средњој школи у филму Опасни умови, глумила је Рускињу, глумила је племкиње као у филмовима Опасне везе и Доба невиности, жену мачку у филму Повратак Бетмена, од улога у мјузиклима и позајмљивала је глас у анимираним филмовима. Иако до сада није освојила награду Оскар, Мишел Фајфер, се поред глумица као Шерон Стоун, Мег Рајaн, Мерил Стрип, сматра једном од најпознатијих, најбољих, најпопуларнијих холивудских глумица .
Филмови Мишел Фајфер, од којих велики број чине костимиране драме, зарадили су преко 2.150.000.000 долара. Фајферова је почетком века отишла на дужу паузу, како би се посветила породици. У жижу јавности вратила се неколико година касније, захваљујући мјузиклу Лак за косу и романтичној драми Драги.

## Детињство
Рођена је у Санта Ани у породици Ричарда Фајфера, трговца клима-уређајима и Доне Таверне, домаћице. Поред старијег брата Рика има још две млађе сестре - Диди (која је такође глумица) и Лори. Са очеве стране има немачко, а са мајчине стране швајцарско и шведско порекло. Похађала је средњу школу „Фаунтин Вали“ (Fountain Valley High School), те универзитет „Голден Вест комјунити“ (Golden West Community College). Након победе на такмичењу за Мис округа Оринџ, учествовала је на такмичењу за Мис Калифорније, али није освојила титулу. После тога унајмила је агента који јој је налазио мале улоге у филмовима, серијама, рекламама и на телевизији.

## Каријера

### Први филмови
Фајферова је прве улоге играла у тв-серијама почетком осамдесетих, да би прву улогу на филму добила у „Холивудским витезовима“, поред Френ Дрешер. Пошто критика није била задовољна њеним изведбама, одлучила је да узима часове глуме. Истовремено је снимала три тв-филма, од којих је један био и римејк драме „Сјај у трави“. Потом је добила прву главну улогу, у филму „Бриљантин 2“. Видевши је у том мјузиклу, Брајан де Палма је одлучио да је одбије на кастингу за свој трилер „Лице са ожиљком“. Међутим, на захтев продуцента морао је баш њу да одабере за улогу Елвире Хенкок. Тада је Фајферова добила прве позитивне критике и на себе скренула пажњу режисера који су је само сматрали плавокосом лепотицом и нису је желели у својим филмовима. Након „Лица са ожиљком“, Мишел је глумила у неколико нискобуџетних филмова, али и у великом биоскопском хиту „Вештице из Иствика“, заједно са Шер и Сузан Сарандон.

### Успех код филмских критичара: „Опасне везе“
Мишел Фајфер је 1988. године играла Анџелу де Марко, удовицу једног њујоршког гангстера у филму „Удата за мафију“. За ову улогу, за коју је номинована за свој први Златни глобус, морала је да увежба бруклински акценат. Затим је тумачила мадам де Турвел у филму „Опасне везе“, снимљеном по роману Шодерлоа де Лаклоа. У улози маркизе и виконта били су, тада већ велике звезде, Глен Клоус и Џон Малкович. Ипак, Мишел је добила највише похвала филмских критичара. За њену интерпретацију мадам де Турвел речено је да је „најнеупадљивија али и најтежа, јер је најтеже играти жену пуну врлина“. „Али Мишел је довољно паметна да то и не покушава. Њена порцеланска лепота коже, и начин на који је користи, је средство које одражава њену духовност“ - рекао је Хол Хајнсон из Вашингтон поста. Други пут је била номинована за Златни глобус, а први пут за Оскар за најбољу споредну глумицу, међутим није добила ниједну од ове две награде. Ипак, добила је награду BAFTA.
Следеће године играла је Сузи у филму „Фантастична браћа Бејкер“, поред Џефа Бриџиза. Ову улогу је спремала четири месеца, да би за њу добила Златни глобус за најбољу главну глумицу. Међутим није добила награду BAFTA и Оскар за најбољу главну глумицу за које је била номинована, иако је била фаворит. Роџер Иберт из Chicago Sun-Times-a упоредио је са Ритом Хејворт у „Гилди“ и са Мерилин Монро у „Неки то воле вруће“.

### Међународна слава: „Доба невиности“
Фајферова је наставила свој пут ка врху Холивуда, бирајући али и одбијајући најразличитије улоге. Тако се 1990, нашла у улози Каће Орлове, поред Шона Конерија, у „Руској кући“. Следеће године, играла је конобарицу у филму „Френки и Џони“, са Алом Пачином. Многи су сматрали да је Мишел Фајфер, због своје лепоте, погрешан избор за једну обичну конобарицу. Протесте поводом тога изразила је чак и Кети Бејтс, која је играла Френки на Бродвеју. За оба филма била је номинована за Златни глобус за најбољу главну глумицу.
Трећи пут је номинована за Оскар, за улогу ексцентричне домаћице из Даласа, која је опседнута Жаклином Кенеди, у филму „Поље љубави“. Међутим, ни тада није добила Оскара, као ни пети Златни глобус за који је била номинована. Ипак, жири Берлинала наградио је „Сребрним медведом“. Исте године била је Жена-мачка, у наставку „Повратак Бетмена“. За ову улогу тренирала је борилачке вештине и кик бокс. Мартин Скорсезе јој је следеће године доделио улогу грофице Елен Оленске у романтичној драми „Доба невиности“. Шести пут је била номинована за Златни глобус, а на Филмском фестивалу у Венецији добила је награду „Елвира Нотари“ за изврстан допринос филмској уметности.
Године 1994, снимила је хорор „Вук“ са Џеком Николсоном у главној улози, затим драму „Опасни умови“, где је била у улози професорке књижевности и разредног старешине једног проблематичног разреда. У то време играла је и у две комерцијално врло успешне романсе: у „Нешто сасвим лично“ са Робертом Редфордом и у „Једног лепог дана“ поред Џорџа Клунија. У филму „На самом дну океана“ била је у улози жене чији син нестаје у гужви, у хотелском лобију, а у филмској адаптацији „Сна летње ноћи“ у улози Титаније. Почетком миленијума, играла је у психолошком хорору „Духови прошлости“, који је зарадио више од 290.000.000 долара. Из тог периода потичу и два анимирана филма, за које је позајмила глас. То су „Принц Египта“, о Мојсију и избављењу Јевреја из Египта, и „Синбад: Легенда седам мора“. Пре него што је престала са снимањем на неко време, глумила је у драмама „Зовем се Сем“ и „Бели олеандер“. За ову последњу, рекли су да је „најкомплекснија у њеној каријери“ и да је Мишел истовремено „Олимпска заводница, неодољива и дијаболична.“ Поред тога, Фајферова је први пут номинована за награду Удружења глумаца за најбољу споредну глумицу.

### Повратак од 2007. године: „Драги“
Након четворогодишње паузе, током које се, како каже, посветила деци и супругу, Мишел се вратила на филмско платно са две улоге негативца: као Велма фон Тисл у филмској адаптацији бродвејског хита „Лак за косу“, и као древна чаробница Ламија у фантазији „Звездана прашина“, са Клер Дејнс. Прихватила је и улоге у романтичној комедији „Никада нећу бити твоја“ и у драми „Лични ефекти“ са Кети Бејтс. Са Бејтсовом је сарађивала и две године касније у филму „Драги“, редитеља Стивена Фрирса, са којим је урадила „Опасне везе“. Драги је костимирана драма о животу париске куртизане Лее. Филм је био номинован за Златног медведа на Берлинском филмском фестивалу. Лондонски The Times је објавио да је глума Фајферове „магнетска и суптилна“, а да је „њена ноншаланција само маска за рањивост и тугу.“ Роџер Иберт је рекао да је „фасцинантно посматрати како Фајферова контролише своје изразе лица током сцена бола“, док је Кенет Тјуран из
Лос Анђелес тајмса похвалио „сцене које је немогуће описати речима, када камера ухвати Леу саму у њеном болу који крије од света.“ Рекао је још да је њен перформанс „оплемењен и деликатан“ и да је „подсетник на то колико нам је недостајала свих ових година.“

### 2010–данас
Фајферова је 2010. године прихватила улоге у породичним драмама „Дочек Нове године“ и „Добродошли у породицу“. Мишел је такође играла Елизабету Колинс, матријарха старе вампирске породице, у високобуџетном готичком хорору „Мрачне сенке“. Овде поред ње глуме и Џони Деп и Хелена Бонам Картер. Филм је остварио велики комерцијални успех.

### Рад у позоришту
Први наступ у позоришту Фајферова је имала 1989. године, као Оливија у Шекспировој драми „Дванаеста ноћ“. У улози Малволија је био Џеф Голдблум. Френк Рич из „Њујорк тајмса“ је рекао да је Мишел Фајфер (тада звезда у успону) „пример како младе и талентоване глумице могу бити злоупотребљене од стране оних који су само жељни статуса звезде“.

## Приватни живот

### Љубавни живот
Фајферова се удала за глумца Питера Хортона из Лос Анђелеса када је имала двадесет две године. На њиховом меденом месецу сазнала је да је добила главну улогу у наставку „Бриљантина“. Одлучили су да се растану 1988. године, а развели су се две године касније. Хортон је касније рекао да је за разлаз крива њихова превелика посвећеност каријери. Године 1993, Мишелине пријатељице су јој заказале судар са сценаристом и продуцентом Дејвидом Келијем, али пошто је тај састанак стицајем околности постао групни догађај, њих двоје једва и да су проговорили једно са другим. Следеће недеље Кели је извео у биоскоп, где се давао Кополин „Дракула“, и тада су почели да се забављају. Венчали су се 13. новембра исте године.

### Деца
Фајферова и Кели имају двоје деце - Клаудију и Џона. Пре него што је упознала Дејвида, Мишел је покренула процес за усвајање детета. Тако је Клаудија Роуз, која је дете једне сиромашне њујоршке медицинске сестре, званично постала Мишелина кћерка у марту 1993. године. У августу 1994. године, Фајферова је родила Џона Хенрија.

## Филмографија
| Година | Назив                          | Улога                           | Награде |
| ------ | ------------------------------ | ------------------------------- | --- |
| 1980   | Холивудски витезови            | Сузи Ку ()                      | |
| 1980   | Сју Велингтон ()               |                                 | |
| 1981   |                                | Корделија ()                    | |
| 1982   | Бриљантин 2                    | Стефани ()                      | |
| 1983   | Лице са ожиљком                | Елвира Хенкок ()                | |
| 1985   | У ноћи                         | Дајана ()                       | |
| 1985   | Дама-соко                      | Изабела Д'Анжу ()               | |
| 1986   | Слатка слобода                 | Фејт Хили ()                    | |
| 1987   | Вештице из Иствика             | Суки Риџмон ()                  | |
| 1987   | Амазонке на Месецу             | Бренда ()                       | |
| 1988   | Удата за мафију                | Анђела де Марко ()              | номинована - Златни глобус за најбољу главну глумицу (комедија)                                                                                            |
| 1988   | Зора за очајника               | Џо Ен Валенари ()               | |
| 1988   | Опасне везе                    | мадам де Турвел ()              | Награда BAFTA за најбољу глумицу у споредној улози номинована - Оскар за најбољу споредну глумицу                                                          |
| 1989   | Фантастична браћа Бејкер       | Сузи Дајмон ()                  | Златни глобус за најбољу главну глумицу (драма) номинована - Оскар за најбољу главну глумицу номинована - Награда BAFTA за најбољу глумицу у главној улози |
| 1991   | Руска кућа                     | Каћа Орлова ()                  | номинована - Златни глобус за најбољу главну глумицу (драма)                                                                                               |
| 1992   | Френки и Џони                  | Френки ()                       | номинована - Златни глобус за најбољу главну глумицу (комедија)                                                                                            |
| 1992   | Повратак Бетмена               | Жена-мачка ()                   | |
| 1992   | Поље љубави                    | Лорен Халет ()                  | Сребрни медвед за најбољу глумицу номинована - Оскар за најбољу главну глумицу номинована - Златни глобус за најбољу главну глумицу (драма)                |
| 1993   | Доба невиности                 | грофица Елен Оленска ()         | номинована - Златни глобус за најбољу главну глумицу (драма)                                                                                               |
| 1994   | Вук                            | Лора ()                         | |
| 1995   | Опасни умови                   | Луен Џонсон ()                  | |
| 1996   | Нешто сасвим лично             | Сали Етвотер ()                 | |
| 1996   | За Џилијан на њен 37. рођендан | Џилијан Луис ()                 | |
| 1996   | Једног лепог дана              | Мелани Паркер ()                | |
| 1997   | Хиљаду јутара земље            | Роуз Кук Луис ()                | |
| 1998   | Принц Египта                   | Сепфора ()                      | (глас) |
| 1999   | На самом дну океана            | Бет ()                          | |
| 1999   | Сан летње ноћи                 | Титанија ()                     | |
| 1999   | Прича о нама                   | Кејти Џордан ()                 | |
| 2000   | Духови прошлости               | Клер Спенсер ()                 | |
| 2001   | Зовем се Сем                   | Рита Харисон Вилијамс ()        | |
| 2002   | Бели олеандер                  | Ингрид Магнусен ()              | номинована - Награда Удружења глумаца за најбољу главну глумицу                                                                                            |
| 2003   | Синбад: Легенда седам мора     | Ерида ()                        | (глас) |
| 2007   | Звездана прашина               | Ламија ()                       | |
| 2007   | Лак за косу                    | Велма фон Тисл ()               | |
| 2007   | Никада нећу бити твоја         | Роузи ()                        | |
| 2009   | Лични ефекти                   | Линда ()                        | |
| 2009   | Драги                          | Леа де Лонвал ()                | |
| 2011   | Дочек Нове године              | Ингрид ()                       | |
| 2012   | Мрачне сенке                   | Елизабет Колинс Стодард ()      | |
| 2012   | Добродошли у породицу          | Лилијан ()                      | |
| 2013   | Малавита                       | Меги Блејк ()                   | |
| 2017   | Мајка!                         | жена                            | |
| 2017   | Убиство у Оријент експресу     | Каролин Хабард / Линда Арден () | |
| 2018   | Антмен и Оса                   | Џанет ван Дајн ()               | |
| 2019   | Осветници: Крај игре           | Џанет ван Дајн ()               | |
| 2023   | Антмен и Оса: Квантуманија     | Џанет ван Дајн ()               | |

### Посао на телевизији
| Година | Назив                         | Улога             | Епизода                               |
| ------ | ----------------------------- | ----------------- | ------------------------------------- |
| 1978   |                               | Атена             | епизода: „“                           |
| 1979   |                               | Бомбшел           | 2 епизоде: „“, „“                     |
| 1979   |                               | Триша             |                                       |
| 1979   |                               | Жобина            | епизода: „“                           |
| 1980   |                               | Џој               | 1 епизода                             |
| 1980   |                               | Саманта „Саншајн“ |                                       |
| 1981   |                               | Дебора Дер        | епизода: „“                           |
| 1981   |                               | Сју Лин Бордо     |                                       |
| 1981   | „Сјај у трави“                | Џини              |                                       |
| 1981   | „“                            | Џенифер Вилијамс  |                                       |
| 1985   | „“                            | Ени               |                                       |
| 1987   | „“                            | гђа. Џексон       |                                       |
| 1993   | „Симпсонови“                  | Мајнди Сајмонс    | епизода: „Последње Хомерово искушење“ |
| 1993   | „“                            | клијент           | епизода: „“                           |
| 1996   | „“                            | Мишел Фајфер      |                                       |
| 2015   | „Америчка хорор прича: Хотел“ | Мартина Макбрајд  |                                       |
| 2022   | „Прва дама“                   | Бети Форд         | 10 епизода                            |

## Познати глумци са којима је сарађивала
- Френ Дрешер („Витезови Холивуда“)
- Ал Пачино („Лице са ожиљком“) и („Френки и Џони“)
- Шер („Вештице из Иствика“)
- Сузан Сарандон („Вештице из Иствика“)
- Џек Николсон („Вештице из Иствика“) и („Вук“)
- Алек Болдвин („Удата за мафију“)
- Мел Гибсон („Зора за очајника“)
- Курт Расел („Зора за очајника“)
- Глен Клоус („Опасне везе“)
- Џон Малкович („Опасне везе“)
- Ума Терман („Опасне везе“)
- Кијану Ривс („Опасне везе“)
- Џеф Бриџиз („Фантастична браћа Бејкер“)
- Шон Конери („Руска кућа“)
- Мајкл Китон („Повратак Бетмена“)
- Данијел Деј-Луис („Доба невиности“)
- Винона Рајдер („Доба невиности“)
- Кејт Бланчет („Опасни умови“)
- Хелен Хант („Опасни умови“)
- Кевин Костнер („Опасни умови“)
- Роберт Дувал („Опасни умови“)
- Алфред Молина („Опасни умови“)
- Роберт Редфорд („Нешто сасвим лично“)
- Клер Дејнс („За Џилијан, на њен 37. рођендан“) и („Звездана прашина“)
- Џорџ Клуни („Једног лепог дана“)
- Џесика Ланг („Хиљаду јутара земље“)
- Колин Ферт („Хиљаду јутара земље“)
- Сандра Булок („Принц Египта“)
- Хелен Мирен („Принц Египта“)
- Вал Килмер („Принц Египта“)
- Рејф Фајнс („Принц Египта“)
- Кристијан Бејл („Сан летње ноћи“)
- Кевин Клајн („Сан летње ноћи“)
- Стенли Тучи („Сан летње ноћи“)
- Харисон Форд („Духови прошлости“)
- Брус Вилис („Прича о нама“)
- Шон Пен („Зовем се Сем“)
- Дајана Вист („Зовем се Сем“)
- Рене Зелвегер („Бели олеандер“)
- Кетрин Зита-Џоунс („Синбад: Легенда седам мора“)
- Бред Пит („Синбад: Легенда седам мора“)
- Роберт де Ниро („Звездана прашина“)
- Џон Траволта („Лак за косу“)
- Кети Бејтс („Лични ефекти“) и („Драги“)